# Al Bashir

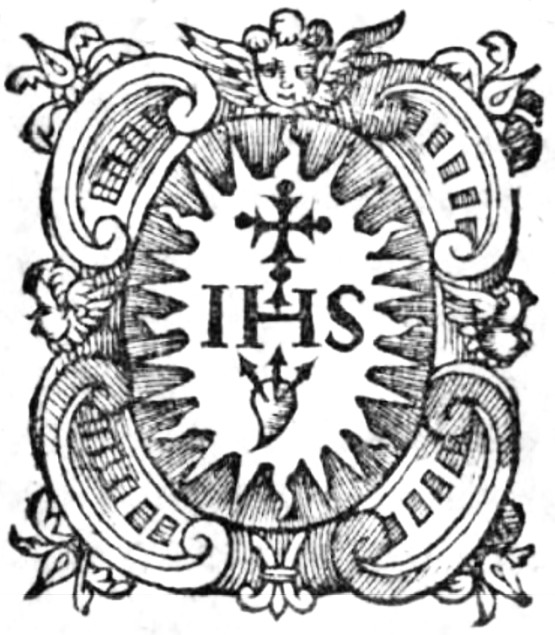
Emblema jesuita con el monograma "IHS" (Iesus Hominum Salvator)

Al Bashir (literalmente El Mensajero) era una revista católica publicada en Beirut, Líbano, por los jesuitas. Se publicaba tres veces por semana desde 1870 hasta 1947 y apoyaba la causa religiosa católica en la región.

## Historia
Fue lanzada por Ambroise Monnot, S.J. en Beirut con el nombre de Concile du Vatican en 1870 como una publicación semanal en árabe de ocho páginas. El objetivo fundacional era proteger el Concilio Vaticano (1869-1870) de las duras críticas ejercidas por las revistas protestantes publicadas en Beirut. En 1871, la publicación fue renombrada como Al Bashir y se convirtió en una revista integral. En el período inicial, el editor fue el Padre Louis Cheikho, quien más tarde fundó y editó otra revista jesuita, Al Machriq. Al Bashir fue partidario del Partido de la Descentralización.
El rival de Al Bashir fue Al Muqtataf, y hubo frecuentes debates candentes entre ellos sobre varios temas. Uno de estos debates tuvo lugar en 1883 cuando Al Muqtataf publicó artículos sobre las ideas relacionadas con la evolución desarrolladas por Charles Darwin. Los ataques más serios vinieron del editor de Al Bashir, Cheikho, quien argumentó que las ideas de Darwin eran totalmente absurdas. Los editores de Al Muqtataf, que eran protestantes, fueron acusados de ser ateos por Al Bashir. Las acusaciones de los editores y colaboradores de las dos revistas duraron hasta 1884, y el incidente se hizo conocido no solo en la región sino también en Europa. El problema se resolvió el mismo año solo a través de la intervención de los otomanos, quienes pidieron a los editores, a través de la Dirección de Asuntos Exteriores y Publicaciones en Beirut, que dejaran de acusarse mutuamente si no querían estar sujetos a prohibiciones o penalidades. En parte debido a este evento, la revista fue censurada por los otomanos en Constantinopla.
En 1888, la revista recibió un certificado de honor y una medalla de plata del comité jubilar romano del Papa León XIII. Un jesuita y orientalista belga llamado Henri Lammens fue uno de los editores, y Philippe Cuche, escritor árabe, estuvo entre los colaboradores y directores de la revista. Lammens ocupó el cargo dos veces, brevemente en 1894 y luego de 1900 a 1903.
Al Bashir cesó su publicación en 1914. El periódico resurgió en 1924 y fue nuevamente publicado por los jesuitas bajo la dirección de Lahad Khater. Fue uno de los críticos del Partido Social Nacionalista Sirio (SSNP) de Antoun Saadeh a fines de la década de 1930. Para Al Bashir, el SSNP estaba financiado por Italia y Alemania, que estaban gobernadas por partidos fascistas, y estaba intentando crear problemas internos en Líbano y Siria Al Bashir estuvo en circulación hasta 1947, cuando cerró definitivamente.